# Raionul Grosulova, județul Tiraspol
Raionul Grosulova a fost unul din cele patru raioane ale județului Tiraspol din Guvernământul Transnistriei între 1941 și 1945.